# 중화인민공화국의 국무원 총리
중화인민공화국 국무원총리(중국어 간체자: 中华人民共和国国务院总理, 병음: Zhōnghuá Rénmín Gònghéguó guówùyuàn zŏnglĭ)는 중화인민공화국 국무원의 수장으로 국가의 행정 업무를 총괄하며 최고 권력 기구인 중국공산당 중앙정치국 상무위원회의 구성원이다. 국가주석의 지명과 전국인민대표대회의 동의로 선출되며, 국무원총리는 전국인민대표대회의 동의를 얻어 국무위원을 임명한다.
따라서 국무원 총리는 중화인민공화국 국가행정기관인 국무원의 책임자이면서 국가의 최고 행정장관이며, 대외적으로는 정부 수반으로서 중화인민공화국 정부를 대표한다.
행정급이 가장 높은 제1급, 국가급 본직이다.
역대 국무원 총리는 모두 중국공산당 정치국상무위원이고 일반 당 서열은 중국공산당 중앙위 주요 책임자 다음으로 높다.

## 역대 국무원총리 목록
| 대                                                                      | 사진            | 이름       | 취임일           | 퇴임일          | 비고     |
| ----------------------------------------------------------------------- | --------------- | ---------- | ---------------- | --------------- | -------- |
| 중화인민공화국 중앙인민정부 정무원총리(1949년 10월 1일~1954년 9월 27일) |                 |            |                  |                 |          |
| 1                                                                       |                 | 저우언라이 | 1949년 10월 1일  | 1954년 9월 27일 |          |
| 중화인민공화국 국무원총리(1954년 9월 27일~)                             |                 |            |                  |                 |          |
| 1                                                                       |                 | 저우언라이 | 1954년 9월 27일  | 1959년 4월 27일 |          |
| 1                                                                       | 1959년 4월 27일 | 저우언라이 | 1965년 1월 4일   |                 |          |
| 1                                                                       | 1965년 1월 4일  | 저우언라이 | 1975년 1월 17일  |                 |          |
| 1                                                                       | 1975년 1월 17일 | 저우언라이 | 1976년 1월 8일   | 임기중 사망     |          |
| 공석(1976년 1월 8일~2월 2일)                                            |                 |            |                  |                 |          |
| -                                                                       |                 | 화궈펑     | 1976년 2월 2일   | 1976년 4월 7일  | 권한대행 |
| 2                                                                       | 1976년 4월 7일  | 화궈펑     | 1978년 3월 5일   |                 |          |
| 2                                                                       | 1978년 3월 5일  | 화궈펑     | 1980년 9월 10일  |                 |          |
| 3                                                                       |                 | 자오쯔양   | 1980년 9월 10일  | 1983년 6월 18일 |          |
| 3                                                                       | 1983년 6월 18일 | 자오쯔양   | 1987년 11월 24일 | 임기중 사임     |          |
| -                                                                       |                 | 리펑       | 1987년 11월 24일 | 1988년 4월 13일 | 권한대행 |
| 4                                                                       | 1988년 4월 13일 | 리펑       | 1993년 3월 31일  |                 |          |
| 4                                                                       | 1993년 3월 31일 | 리펑       | 1998년 3월 17일  |                 |          |
| 5                                                                       |                 | 주룽지     | 1998년 3월 17일  | 2003년 3월 16일 |          |
| 6                                                                       |                 | 원자바오   | 2003년 3월 16일  | 2008년 3월 16일 |          |
| 6                                                                       | 2008년 3월 16일 | 원자바오   | 2013년 3월 15일  |                 |          |
| 7                                                                       |                 | 리커창     | 2013년 3월 15일  | 2018년 3월 18일 |          |
| 7                                                                       | 2018년 3월 18일 | 리커창     | 2023년 3월 11일  |                 |          |
| 8                                                                       |                 | 리창       | 2023년 3월 11일  |                 |          |

## 같이 보기
- 중화인민공화국의 주석
- 중화인민공화국의 부주석
- 중화인민공화국 국무원